# Værker af Martinus Rørbye
Den danske danske guldalderkunstmaler Martinus Rørbye (17. maj 1803 – 29. august 1848) skabte værker fra han var cirka 20 år gammel til sin død i 1848.
Han er kendt for sine landskaber og arkitekturmalerier, men han skabte dog også portrætter og historiemalerier.
Rørbyes billeder er repræsenteret på et bredt udsnit af danske kunstmuseer.
Statens Museum for Kunst har ganske mange.
Kunstindeks Danmark indekserer 944 af Rørbyes værker.
Denne liste bliver periodisk opdateret af en bot. Manuelle ændringer ved listen bliver fjernet ved næste opdatering!
| billede | artikel | år    | samling                                                  | genre                       | afbilder | 2108 |
| ------- | --- | ----- | -------------------------------------------------------- | --------------------------- | --- | ---- |
|         | Fra Rørbyes barndomshjem i Amaliegade | 1823  | No/unknown value                                         |                             | Amaliegade hund mand bygning |      |
|         | Udsigt fra kunstnerens vindue | 1825  | Statens Museum for Kunst                                 | landskabsmaleri             | vindue Marinestation København potteplante bog fuglebur sejlskib himmel                                                                          |      |
|         | Hertug Adolf, som afslår tilbudet om den danske krone | 1820s | Statens Museum for Kunst                                 | historiemaleri              | Adolf 8. af Holsten |      |
|         | Hertug Adolf afslår tilbuddet om den danske trone. Kopi efter C. W. Eckersberg | 1826  | Statens Museum for Kunst                                 | historiemaleri              | Adolf 8. af Holsten rigsråd mand trone sværd bog maleri stående                                                                                  |      |
|         | An Old Sailor Seated on a Canon | 1826  | Sveriges Nationalmuseum                                  | portræt                     | København |      |
|         | Portræt af maleren C.A. Lorentzen | 1827  | No/unknown value                                         | portræt                     | Christian August Lorentzen maleri siddende stilling hund skulptur staffeli briller                                                               |      |
|         | Portræt af maleren C. A. Lorentzen | 1827  | Nivaagaards Malerisamling                                | portræt                     | Christian August Lorentzen staffeli palet hund stol                                                                                              |      |
|         | Signal Kanonen paa Citadelsvolden i Maaneskin | 1828  | No/unknown value                                         | genrekunst                  | soldat kanon gevær måne mole uniform himmel sky Øresund                                                                                          |      |
|         | Kirurgen Chr. Fenger med hustru og datter | 1829  | Ribe Kunstmuseum                                         | gruppeportræt portræt       | Christian Fenger familie hund stol papegøje fuglebur maleri kakkelovn strikning gulvtæppe siddende stilling stående kvinde                       |      |
|         | Romersk gårdinteriør. Kopi efter Eckersberg | 1830  | Statens Museum for Kunst                                 | arkitekturmaleri            | Rom bygning |      |
|         | Stavkirken, Borgund | 1830  | Ny Carlsberg Glyptotek                                   |                             | Borgund stavkirke bjerg himmel |      |
|         | En fos med en fremragende klippe | 1830  | No/unknown value                                         | landskabsmaleri             | klippe flod træ bjerg |      |
|         | Norsk landskab med klippeparti i forgrunden | 1830  | Statens Museum for Kunst                                 | landskabsmaleri             | Norge bjerg hytte træ himmel sky |      |
|         | Norsk seter | 1830  | Nasjonalmuseet                                           | landskabsmaleri             | |      |
|         | Arrestbygningen ved råd- og domhuset | 1831  | Statens Museum for Kunst                                 | genrekunst arkitekturmaleri | Københavns Domhus misantropi vægtskål hund skilderhus stige fængsel soldat høj hat gruppe af mennesker gevær kat                                 |      |
|         | En torvedag i Wiborg | 1831  | Den Gamle By                                             |                             | |      |
|         | Vester Egede kirke. I baggrunden Gisselfeld kloster | 1832  | Ny Carlsberg Glyptotek                                   | landskabsmaleri             | Vester Egede Kirke Gisselfeld hus træ skov ager himmel sky                                                                                       |      |
|         | Havneparti Horten | 1832  | Den Kongelige Kobberstiksamling                          |                             | skib hestevogn |      |
|         | Fra Gærum bakker i Vendsyssel, 22. maj 1833 | 1833  | Den Kongelige Kobberstiksamling Statens Museum for Kunst | landskabsmaleri             | sten |      |
|         | The Flight into Egypt | 1833  | Nasjonalmuseet                                           | religiøs kunst              | |      |
|         | Strandscene fra Gammel Skagen med et optrækkende uvejr | 1834  | Ny Carlsberg Glyptotek                                   | genrekunst                  | strand mand Gammel Skagen Strand kikkert hat |      |
|         | Klostergården i San Giovanni in Laterano i Rom | 1834  | Ny Carlsberg Glyptotek                                   | arkitekturmaleri            | Laterankirken træ |      |
|         | En tiggermunk | 1834  |                                                          | portræt                     | tiggermunk kristent kors mur hat |      |
|         | Parti af den romerske Campagne | 1834  |                                                          | landskabsmaleri             | Den romerske Campagne himmel |      |
|         | Kunstnerens moder, Frederikke Eleonore Cathrine Rørbye, f. Stockfleth (1773-1851) | 1834  | Statens Museum for Kunst                                 | portræt                     | mor broderi |      |
|         | View of Chamonix-Mont-Blanc | 1834  | Sveriges Nationalmuseum                                  | landskabsmaleri             | Chamonix |      |
|         | En loggia fra Procida | 1835  | ARoS Aarhus Kunstmuseum                                  |                             | Procida krukke hav kyst sejlskib fuglebur fugle plante dør himmel                                                                                |      |
|         | Parti af den romerske Campagne, Tiberen og Monte Soracte | 1835  | Göteborgs konstmuseum                                    | landskabsmaleri             | mand himmel Tiberen Monte Soracte Den romerske Campagne                                                                                          |      |
|         | Parti i nærheden af Sorrento med udsigt til havet | 1835  | Nivaagaards Malerisamling                                | arkitekturmaleri            | hav træ kors mand potteplante himmel |      |
|         | To hyrdedrenge i den romerske Campagne | 1835  | National Galleries Scotland                              | portræt                     | fårehyrde hund får blæseinstrument bål hat Den romerske Campagne                                                                                 |      |
|         | Et brændende skib. Scene fra Procidia | 1835  | Ribe Kunstmuseum                                         | bylandskabsbillede          | bål Procida gruppe af mennesker bygning kristent kors lygte skib                                                                                 |      |
|         | The hunter in a cave in Cervara | 1835  | Fondation Custodia                                       | landskabsmaleri             | |      |
|         | Grækere arbejder i ruinerne ved Akropolis | 1835  | Statens Museum for Kunst                                 |                             | Grækerne ruin fugle himmel gruppe af mennesker Akropolis                                                                                         |      |
|         | En loggia fra Procida, 1835, Nationalmuseum | 1835  | Sveriges Nationalmuseum                                  | bylandskabsbillede          | træ båd hus Procida |      |
|         | Ung præst der læser | 1836  | Art Institute of Chicago                                 | portræt                     | præst |      |
|         | Agterdelen af et græsk fartøj | 1836  | Fuglsang Kunstmuseum                                     |                             | Grækerne sejlskib hav kyst himmel sky |      |
|         | En bedende italienerinde | 1836  | Nivaagaards Malerisamling                                | genrekunst                  | kvinde kristent kors bøn kristendom knælende rosenkrans Ciociaro costume                                                                         |      |
|         | Udsigt over Athen fra sydvest | 1836  | Thorvaldsens Museum                                      |                             | Grækerne Athen bjerg gruppe af mennesker hund |      |
|         | En Tyrkisk Opiumsryger (Jaia Dervicha) i Chalkis | 1836  | Den Kongelige Kobberstiksamling Statens Museum for Kunst | portræt                     | pibe mand turban |      |
|         | Tyrkere ved brætspil i café Chalkis | 1836  | Den Kongelige Kobberstiksamling Statens Museum for Kunst |                             | brætspil |      |
|         | Udsigt fra Uskudar mod Galata ved Bosperus, Konstantinopel, i forgrunden figurer og æsel, ved brønden siddende og stående figurer, på strædet i baggrunden talrige små skibe.                                                                           | 1836  | ARoS Aarhus Kunstmuseum                                  |                             | |      |
|         | Grækere henter Vand fra Brønden ved Vindens Taarn i Athen | 1836  | Ny Carlsberg Glyptotek                                   | arkitekturmaleri            | Athen tårn Grækerne tønde gruppe af mennesker |      |
|         | En tyrkisk notar skriver en ægteskabskontrakt | 1837  |                                                          | genrekunst                  | tyrker papir fugle tæppe notar gruppe af mennesker                                                                                               |      |
|         | Scene af det offentlige liv i Orienten. Motiv ved karavanebroen i nærheden af Smyrma. | 1838  | Det Kongelige Akademi for de Skønne Kunster              | genrekunst                  | gruppe af mennesker træ |      |
|         | Young priest reading | 1838  | Nasjonalmuseet                                           |                             | |      |
|         | En siddende nubier | 1839  | Nivaagaards Malerisamling                                | portræt                     | nubier cigaret krukke siddende stilling Santa Maria in Aracoeli                                                                                  |      |
|         | En jæger viser sin kone udbyttet af den første sneppejagt. Portræt af hofjægermester Chr. Fr. Zeuthen og hustru, Sophie Hedevig | 1839  | Den Hirschsprungske Samling                              | genrekunst portræt          | gevær snipe hund stol dør bog Christian Frederik Zeuthen                                                                                         |      |
|         | View from the Citadel Ramparts in Copenhagen by Moonlight | 1839  | Metropolitan Museum of Art                               |                             | soldat skilderhus mand sejlskib Øresund himmel sky skib nat                                                                                      |      |
|         | Havnen i Palermo med udsigt til Monte Pellegrino | 1840  | Los Angeles County Museum of Art                         |                             | strand Monte Pellegrino Palermo himmel sky båd                                                                                                   |      |
|         | Sultan Ahmet III's brønd ved Serailets port i Konstantinopel | 1840  | Hendes Majestæt Dronningens Håndbibliotek                |                             | Sultan Ahmet III's brønd tyrker høns fæstningsværk fugle hund æsel kamel camel                                                                   |      |
|         | Vid udsigt fra Girgenti | 1840  | Sorø Kunstmuseum                                         | landskabsmaleri             | himmel vej |      |
|         | Mandolinspiller | 1840  | Ny Carlsberg Glyptotek                                   | genrekunst                  | mandolin mandolinspiller hat |      |
|         | Gresk skomaker | 1840  | Nasjonalmuseet                                           | genrekunst                  | |      |
|         | Rafaels Villa i Borghesehaven | 1841  | ARoS Aarhus Kunstmuseum                                  |                             | Borghesehaven |      |
|         | Michelangelos cypresser i klosteret i Diocletians bade | 1841  | Ny Carlsberg Glyptotek                                   | landskabsmaleri             | cypres himmel sky Diocletians bade |      |
|         | Læsende abbate | 1842  | Ny Carlsberg Glyptotek                                   | genrekunst                  | kors seng vindue Abbate bog hat læsning |      |
|         | Det indre af Capella Palatina i Palermo | 1842  | Statens Museum for Kunst                                 | arkitekturmaleri            | kirke |      |
|         | Underkirken i klosteret San Benedetto i Subiaco | 1843  | Statens Museum for Kunst                                 |                             | mand kvinde kirke |      |
|         | Indgangen til præstegården ved Hillested | 1844  | Los Angeles County Museum of Art                         |                             | dør præstegård Hillested |      |
|         | Folkeliv ved havnen i Palermo | 1844  | Thorvaldsens Museum                                      |                             | Palermo havn himmel sky |      |
|         | Udsigt fra Parthenon på Akropolis | 1844  | Statens Museum for Kunst                                 | genrekunst landskabsmaleri  | Parthenon himmel oldgræsk tempel folkedragt stående siddende stilling gruppe af mennesker hænderne i siderne samtale modlys søjle tårn Akropolis |      |
|         | Orientalere ved et parti skak uden for et tyrkisk kaffehus og barberstue | 1845  | Statens Museum for Kunst                                 | genrekunst                  | mand skak dør sko gruppe af mennesker |      |
|         | Brønden på Pladsen St. Sophie ved Seralets Port i Konstantinopel. Til venstre i billedet ser man murene om Seraliets haver, i baggrunden Bosporus og kysten af Lilleasien. På pladsen folk af forskellige asterlandske nationer. Eftermiddagsbelysning. | 1846  | ARoS Aarhus Kunstmuseum                                  | arkitekturmaleri            | Sultan Ahmet III's brønd tyrker kamel hund æsel fæstningsværk Bosporus kyst Lilleasien himmel                                                    |      |
|         | Udsigt over København ved solens nedgang | 1847  | Statens Museum for Kunst                                 | stemningsmaleri             | København himmel sky solnedgang |      |
|         | Fiskere fra Skagen sætter en båd ud for gennem det oprørte hav at nå en jagt i havsnød | 1847  | Skagens Museum                                           | marinemaleri                | redningsbåd hav strand åre mand sejlskib himmel sky                                                                                              |      |
|         | Stranden ved Skagen Vesterby | 1847  | Nivaagaards Malerisamling                                | marinemaleri                | strand sejlskib mand himmel sky tørv skibsvrag Skagen                                                                                            |      |
|         | Landskab. Samsø | 1847  | Skagens Museum                                           | landskabsmaleri             | |      |
|         | Et skib på Skagens strand | 1847  | Louvre                                                   |                             | |      |
|         | Frederikke Eleonora Cathrine Rørby, født de Stockfleth (1773-1851) | 1848  | Sveriges Nationalmuseum                                  | portræt                     | kvinde |      |
|         | Stærkt oplyst strandparti ved Blokhusene | 1848  | Sorø Kunstmuseum                                         | landskabsmaleri             | strand Blokhus Strand mand fugle himmel sky sand båd                                                                                             |      |
|         | Stockholms Slot | 1848  |                                                          |                             | Stockholms Slot båd himmel sky |      |
|         | Mænd af Skagen en sommeraften i godt vejr | 1848  | Statens Museum for Kunst                                 |                             | mand hus klit hav Skagen himmel sky fugle gruppe af mennesker høj hat and                                                                        |      |
|         | Landskab ved Blokhus | 1848  | Statens Museum for Kunst                                 | landskabsmaleri             | Jylland hytte himmel sky |      |
|         | Italiensk landskab. Fra Olevano |       | ARoS Aarhus Kunstmuseum                                  |                             | |      |
|         | Landscape from Melby |       | Sveriges Nationalmuseum                                  |                             | |      |
|         | Präst med radband |       | Sveriges Nationalmuseum                                  |                             | |      |
|         | Vindarnas torn i Aten |       | Sveriges Nationalmuseum                                  |                             | |      |